# Johann Zauner
Johann Zauner (* 4. November 1929 in Ennsdorf; † 12. Dezember 1999 ebenda) war ein österreichischer Politiker (SPÖ) und Gemeindebeamter. Er war von 1972 bis 1988 Abgeordneter zum Landtag von Niederösterreich.

## Leben
Zauner war nach dem Besuch der Volks- und Hauptschule als landwirtschaftlicher Arbeiter tätig und diente 1945 im Reichsarbeitsdienst. Nach dem Zweiten Weltkrieg besuchte er die landwirtschaftliche Fachschule Gießhübl (Amstetten), 1947 trat er in den Gemeindedienst. Er übernahm 1955 das Amt des Vizebürgermeisters und hatte von 1960 bis 1998 das Amt des Bürgermeisters inne. Zudem vertrat er die SPÖ zwischen dem 16. November 1972 und dem 17. November 1988 im Niederösterreichischen Landtag.

## Auszeichnungen
- 1987: Großes Silbernes Ehrenzeichen für Verdienste um die Republik Österreich[2]